# Ла-Бардж (Вайоминг)
Ла-Бардж (англ. La Barge, Wyoming) — город, расположенный в округе Линкольн (штат Вайоминг, США) с населением в 431 человек по статистическим данным переписи 2000 года.

## География
По данным Бюро переписи населения США город Ла-Бардж имеет общую площадь в 2,33 квадратных километров, водных ресурсов в черте населённого пункта не имеется.
Город Ла-Бардж расположен на высоте 2010 метров над уровнем моря.

## Демография
По данным переписи населения 2000 года в Ла-Бардже проживал 431 человек, 113 семей, насчитывалось 168 домашних хозяйств и 234 жилых дома. Средняя плотность населения составляла около 191 человек на один квадратный километр. Расовый состав Ла-Барджа по данным переписи распределился следующим образом: 96,06 % белых, 0,46 % — коренных американцев, 0,23 % — выходцев с тихоокеанских островов, 2,55 % — представителей смешанных рас, 0,70 % — других народностей. Испаноговорящие составили 1,86 % от всех жителей города.
Из 168 домашних хозяйств в 41,1 % — воспитывали детей в возрасте до 18 лет, 56,5 % представляли собой совместно проживающие супружеские пары, в 6,5 % семей женщины проживали без мужей, 32,7 % не имели семей. 26,8 % от общего числа семей на момент переписи жили самостоятельно, при этом 5,4 % составили одинокие пожилые люди в возрасте 65 лет и старше. Средний размер домашнего хозяйства составил 2,57 человек, а средний размер семьи — 3,19 человек.
Население города по возрастному диапазону по данным переписи 2000 года распределилось следующим образом: 32,5 % — жители младше 18 лет, 5,8 % — между 18 и 24 годами, 31,3 % — от 25 до 44 лет, 24,1 % — от 45 до 64 лет и 6,3 % — в возрасте 65 лет и старше. Средний возраст жителей составил 38 лет. На каждые 100 женщин в Ла-Бардже приходилось 114,4 мужчин, при этом на каждые сто женщин 18 лет и старше приходилось 112,4 мужчин также старше 18 лет.
Средний доход на одно домашнее хозяйство в городе составил 38 542 доллара США, а средний доход на одну семью — 45 179 долларов. При этом мужчины имели средний доход в 47 222 доллара США в год против 18 438 долларов среднегодового дохода у женщин. Доход на душу населения в городе составил 18 837 долларов в год. 9,2 % от всего числа семей в округе и 12,3 % от всей численности населения находилось на момент переписи населения за чертой бедности, при этом 13,2 % из них были моложе 18 лет и 8,6 % — в возрасте 65 лет и старше.